# Shou (caractère)
 (avril 2015).
Si vous disposez d'ouvrages ou d'articles de référence ou si vous connaissez des sites web de qualité traitant du thème abordé ici, merci de compléter l'article en donnant les références utiles à sa vérifiabilité et en les liant à la section « Notes et références ».
Shou (chinois simplifié : 寿 ; chinois traditionnel : 壽 ; pinyin : shòu, en coréen su (수), en japonais, utilisant de nos jours la forme simplifiée shinjitai, Kotobuki (寿) en prononciation kunyomi ou su en prononciation on'yomi, comme dans sushi (寿司)), et en vietnamien : thụ, est un caractère chinois han représentant la longévité. Il est également utilisé comme symbole dans l'ornementation sous différentes formes, entre autres, chez les populations han et mongoles et mandchoues, coréennes et japonaises d'Extrême-orient. Les Yugurs, population d'origine turque, ayant pour une part intégré des langues mongoles et chinoise, utilisent également le symbole associé sur leurs bijoux. On le retrouve également sur les temples bouddhistes tibétains ou encore les mosquées des Huis en Chine.
C'est un des symboles les plus importants dans les traditions superstitieuses chinoise avec fu (福, fú, le bonheur et la bonne fortune) et lu (禄, lù), la prospérité et la réussite professionnelle. Les trois caractères sont associés dans ce que l'on appelle Fu Lu Shou (en) (chinois simplifié : 福禄寿 ; chinois traditionnel : 福禄壽 ; pinyin : fúlùshòu, correspondant à trois divinités des religions populaires chinoises. Cela donne également au Japon le personnage shintoïste de Fukurokuju (福禄寿).

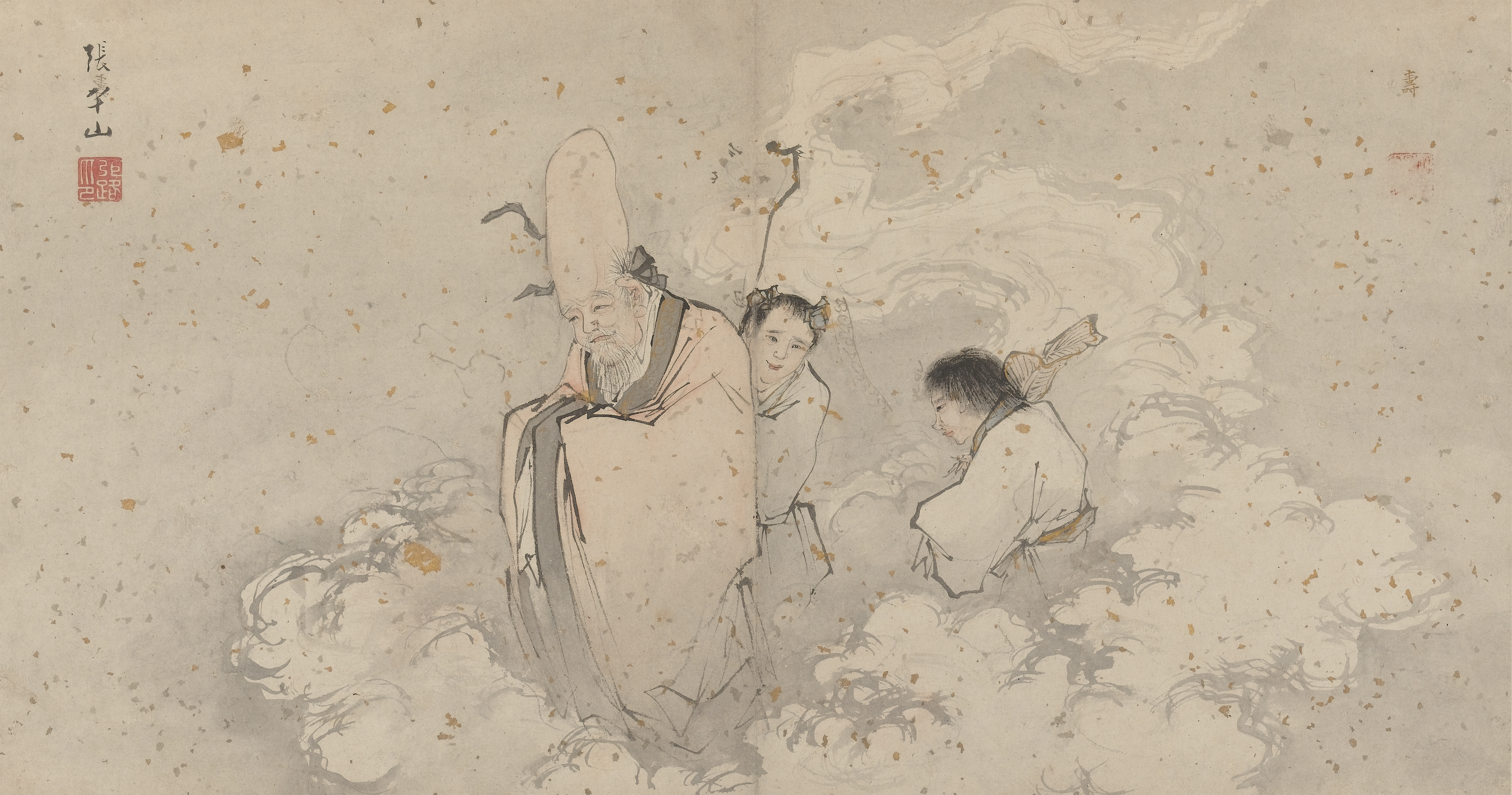
Immortel du Pole Sud par Zhang Lu.

Dans le taoïsme, c'est l'immortel du Pôle Sud (en) (南极仙翁 / 南極仙翁, nánjí xiānwēng ou astre de longévité 寿星 / 壽星, shòuxīng) qui incarne la longévité.
Le caractère peut être représenté sous forme de symbole, il en existe alors deux formes principales, la forme dite ronde et la forme dite longue.
Au Japon, il donne aussi le nom de famille Kotobuki (壽/寿).

## Galerie

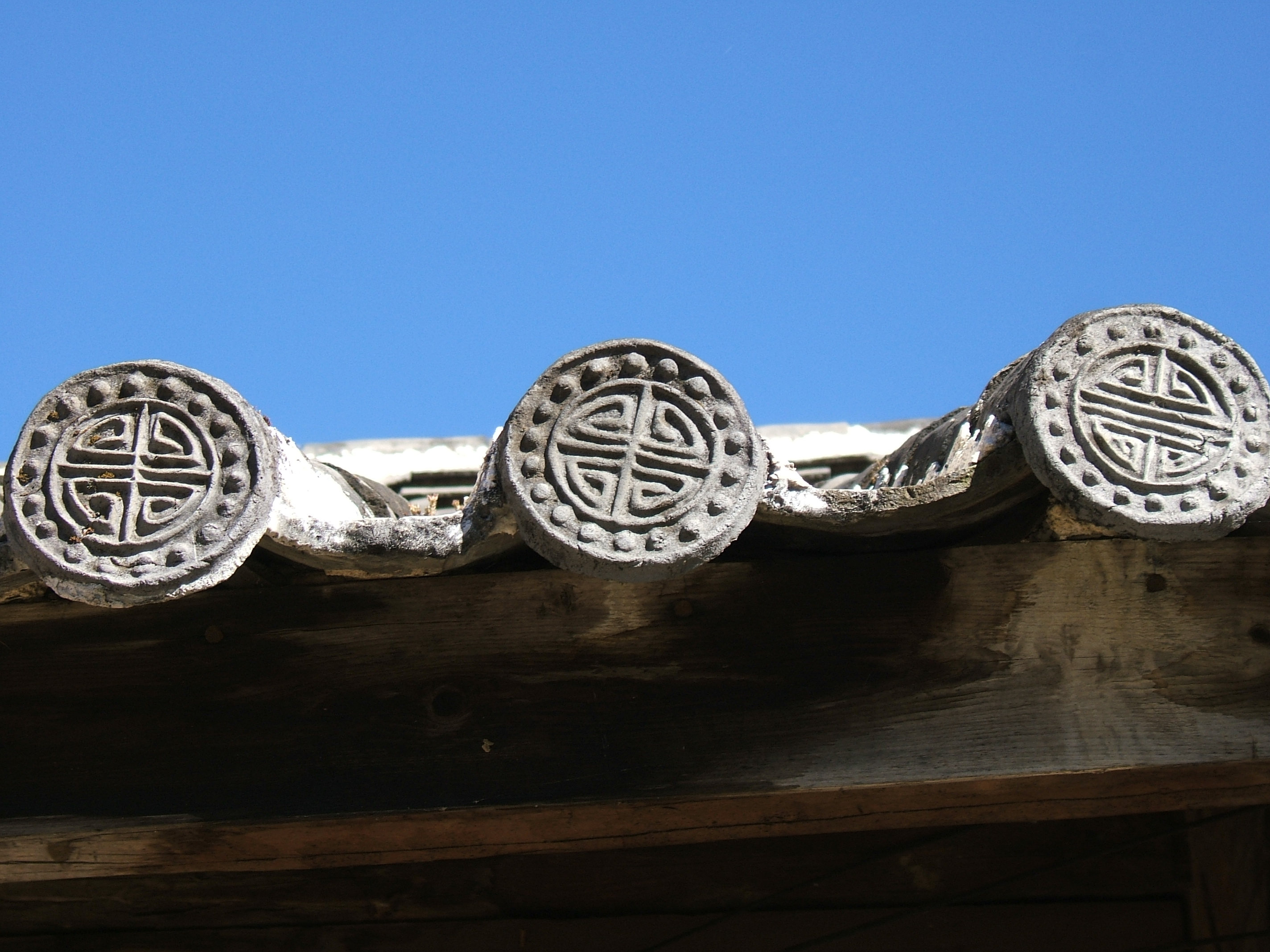
Symbole shou rond, courant au bout des tuiles des toits traditionnels chinois.
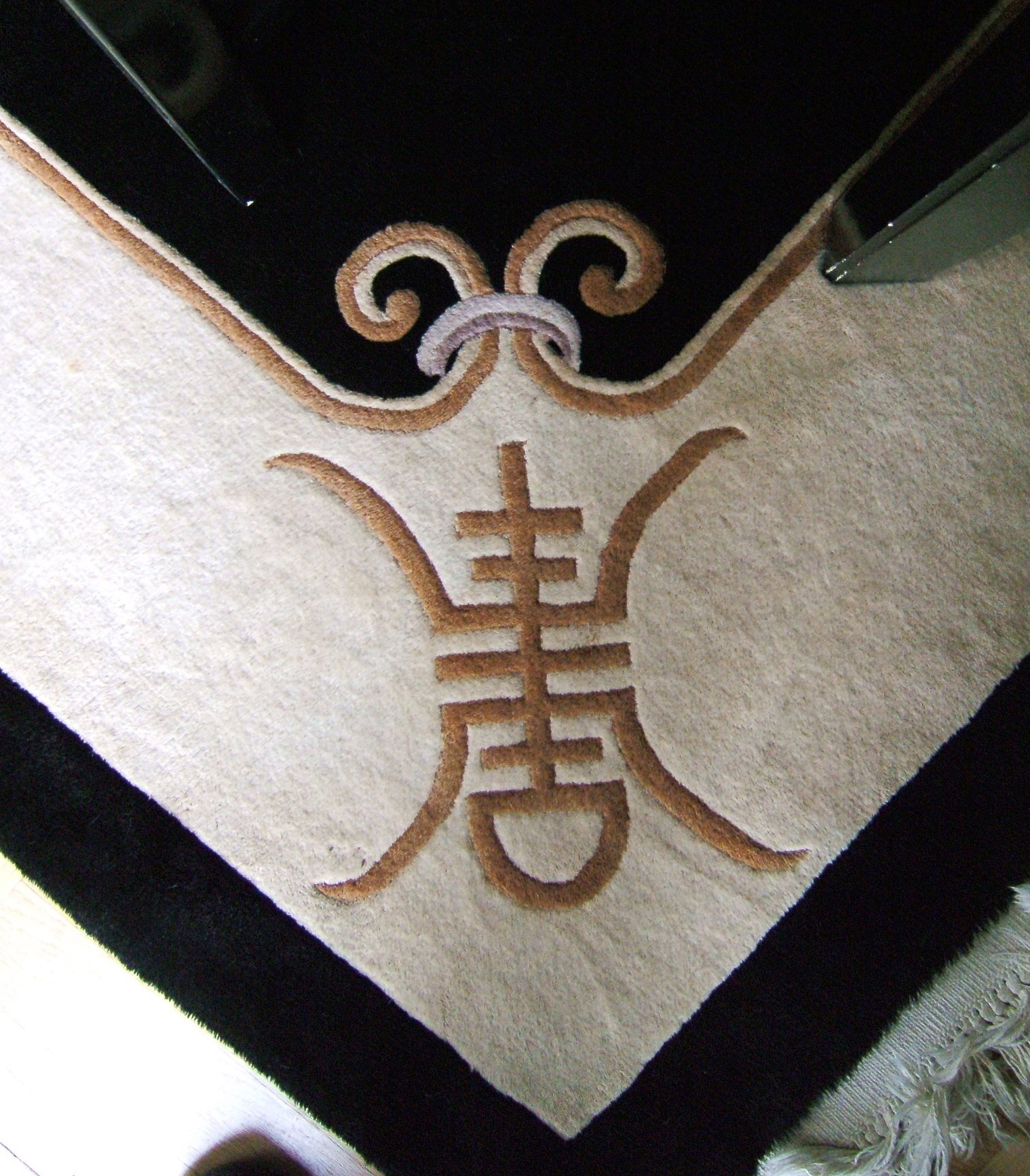
Symbole shou long, sur un tapis.
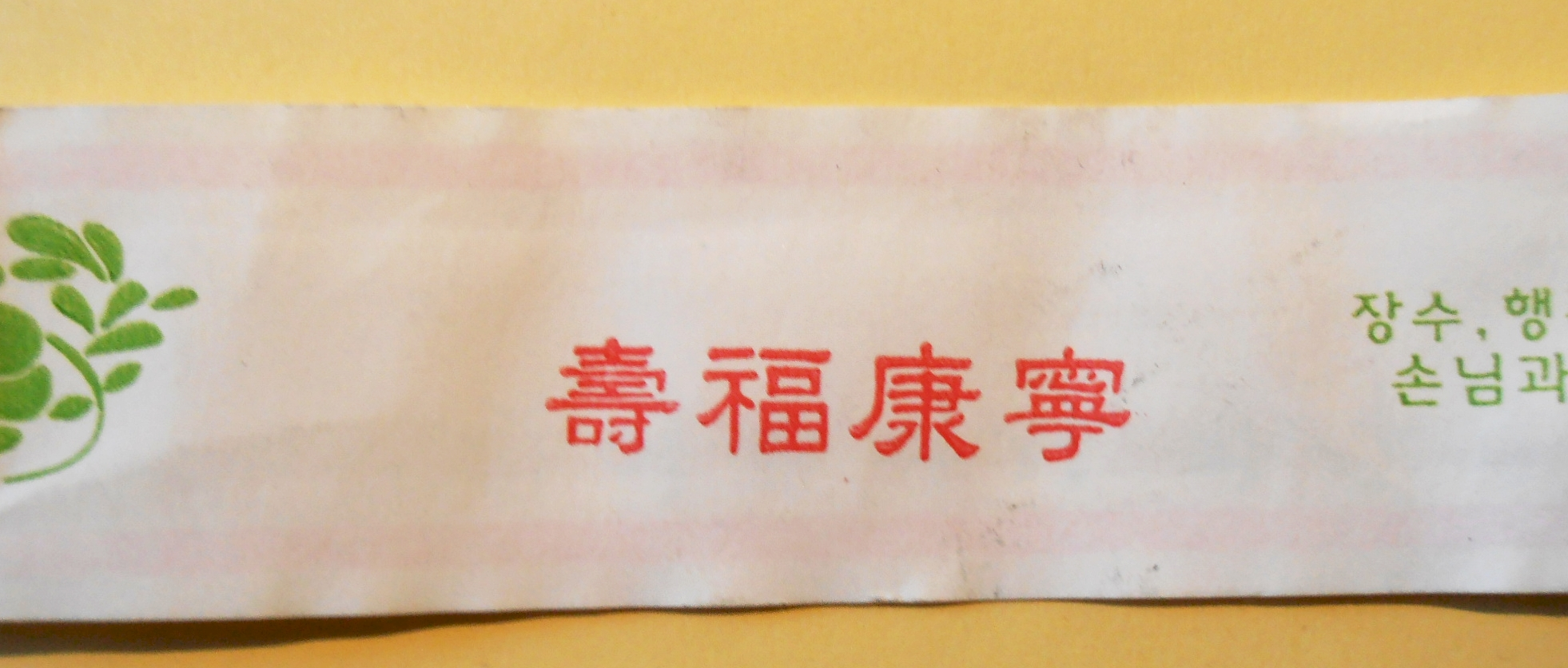
Fu Lu Shou auquel est ajouté ning 宁 / 寧, níng, « calme / paix » sur des baguettes coréennes.
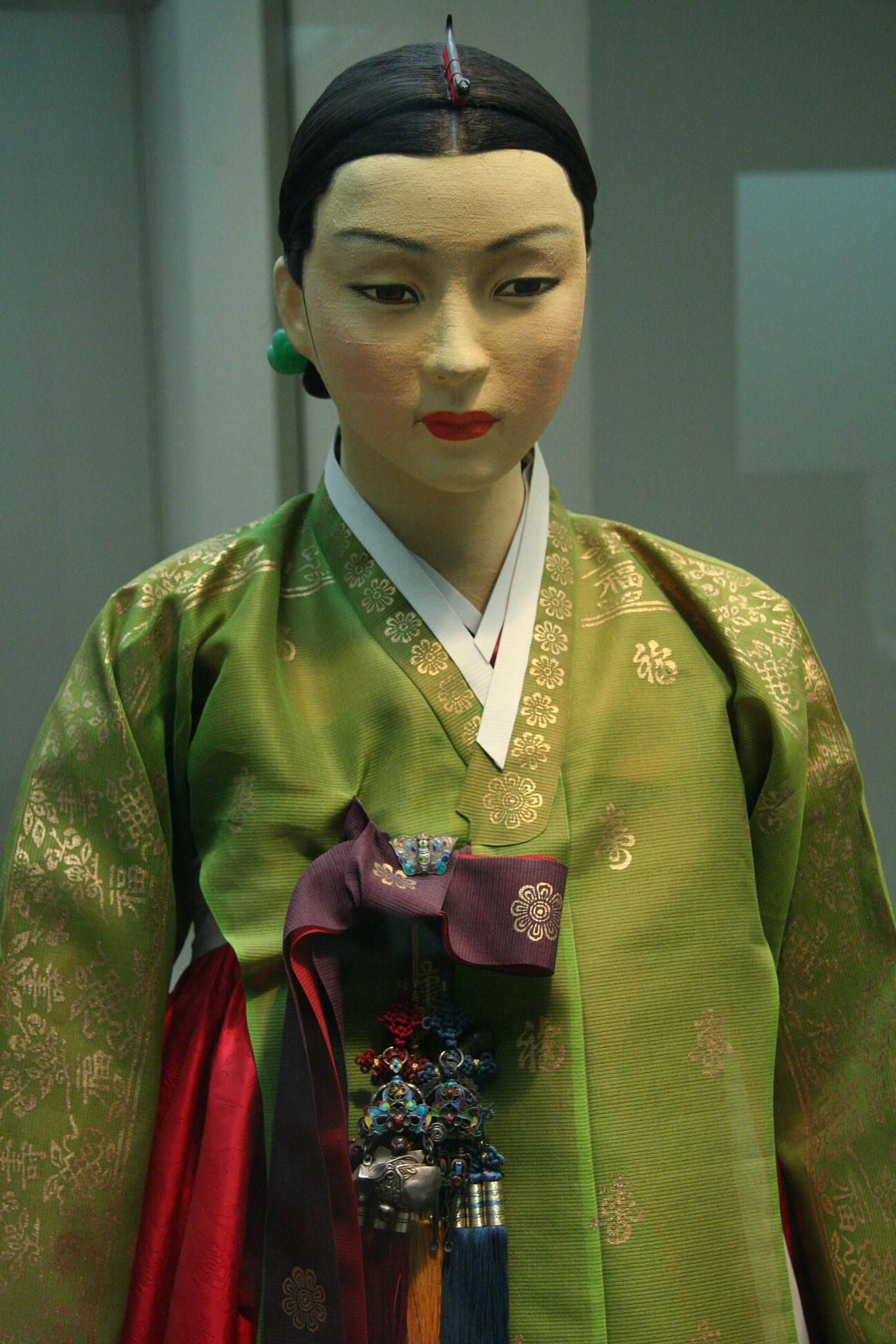
Hanbok coréen comportant plusieurs caractères shou
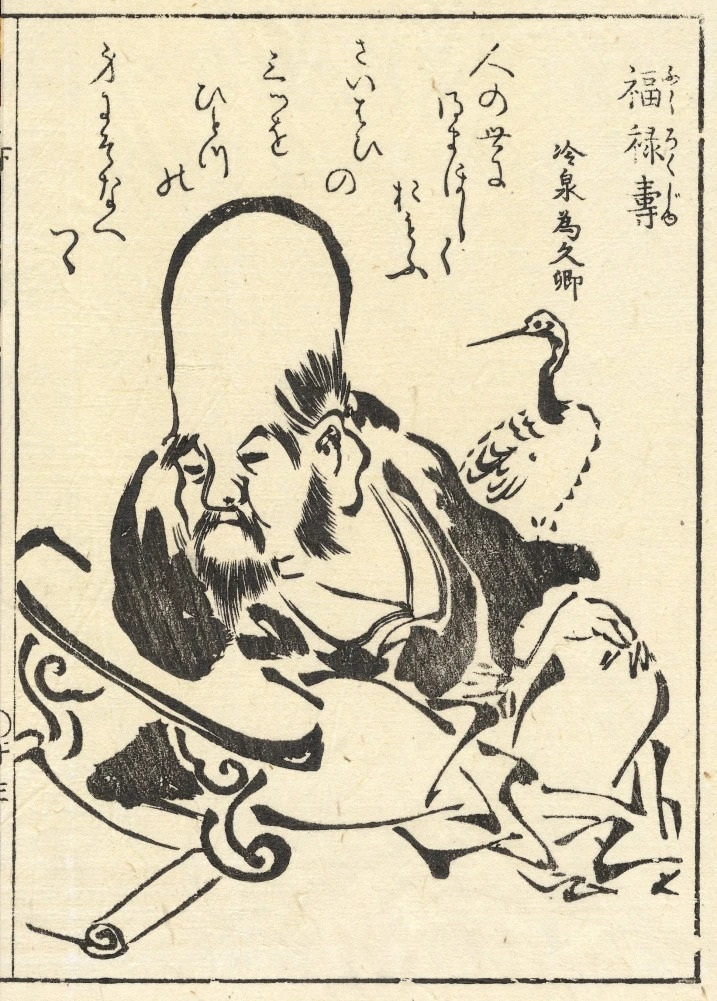
Personnage japonais Fukurokuju
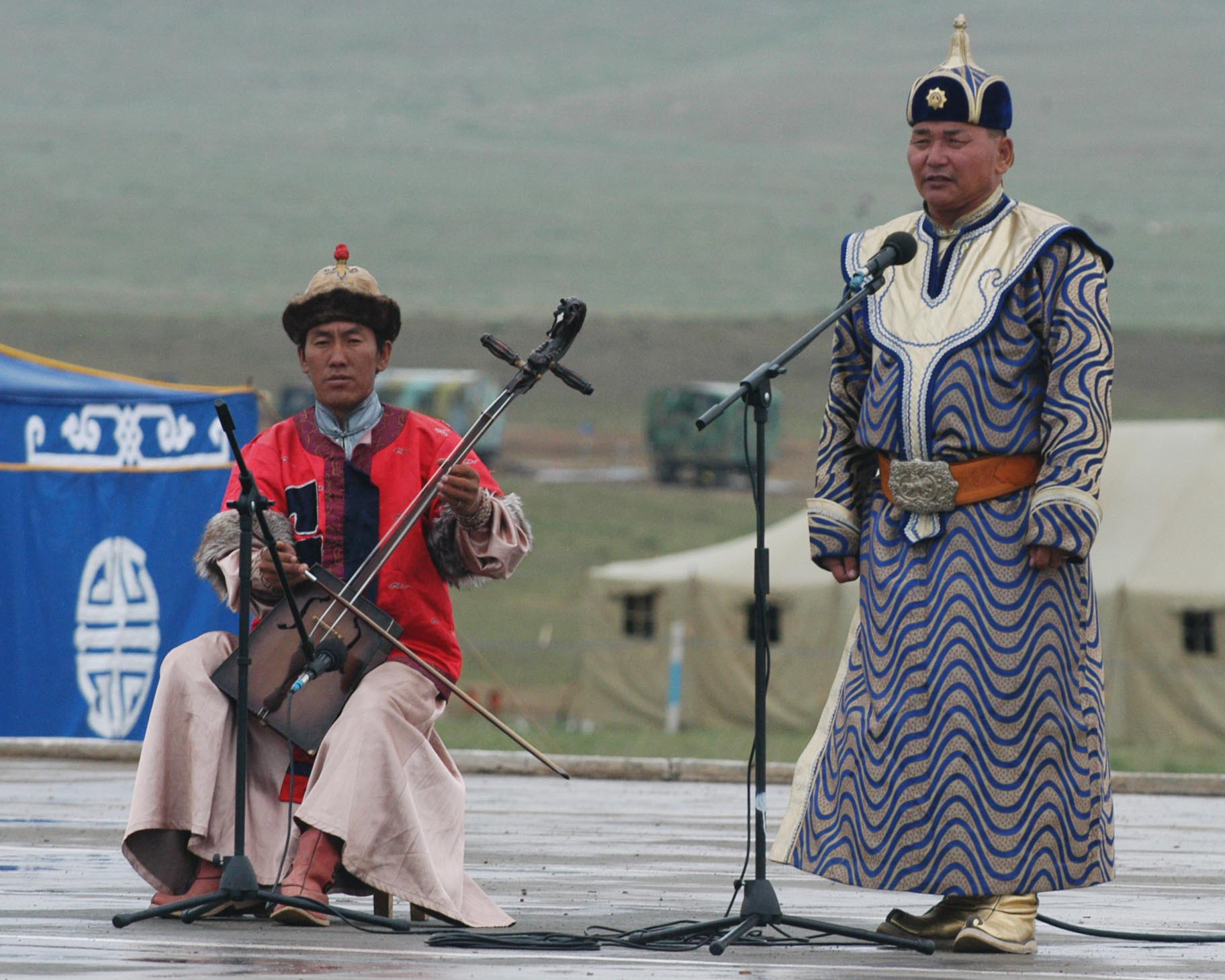
Shou rond sur une tente en Mongolie.
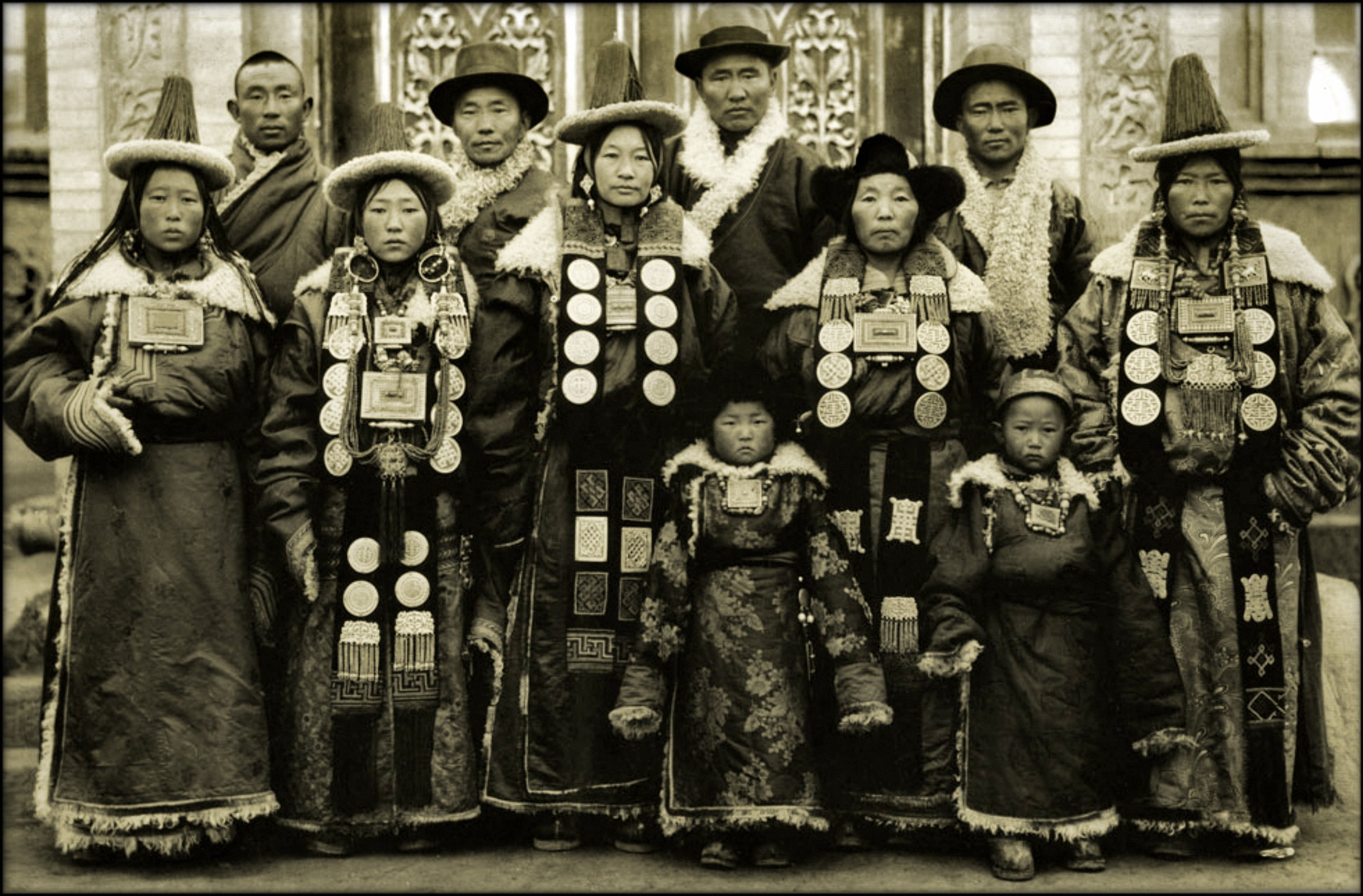
Famille Yugur portant des bijoux aux deux versions (long et rond) de shou
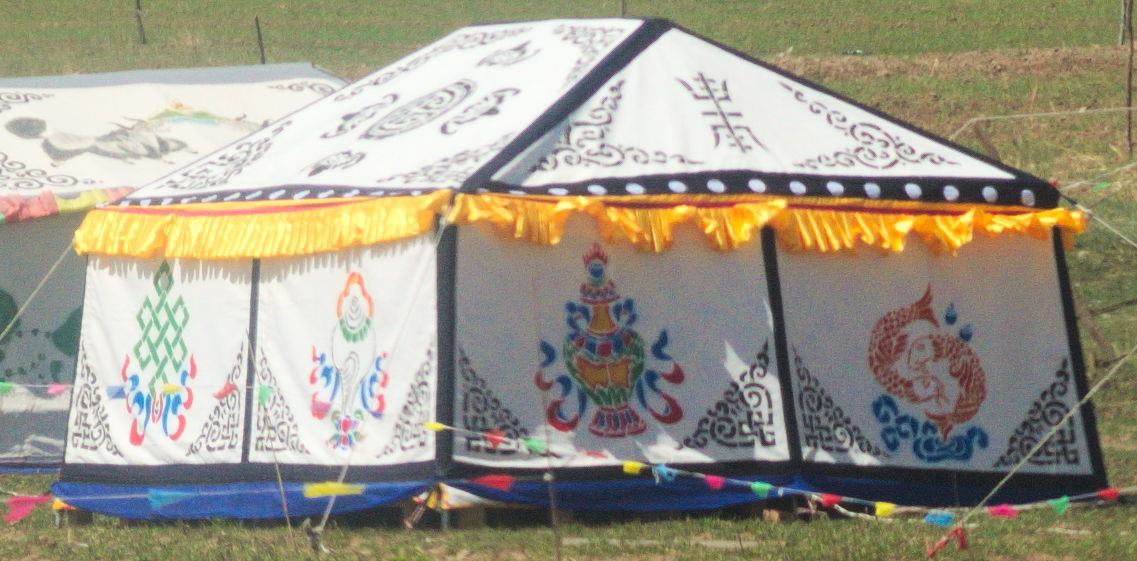
Formes longues et rondes de shou sur des tentes au Qinghai.
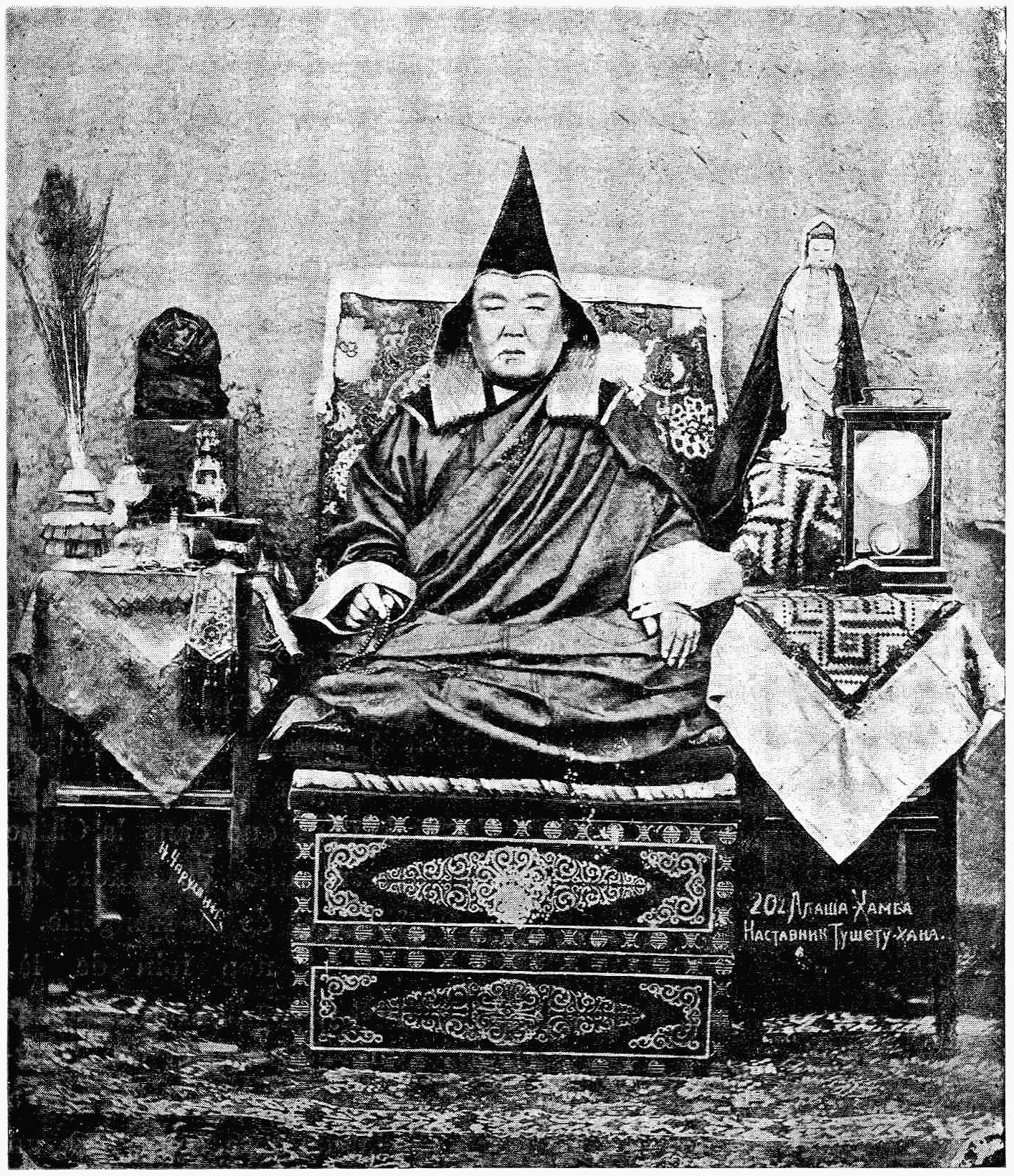
Lama mongol de Lhassa, au Tibet, vers 1905, reposant sur une caisse comportant les deux formes de shou.
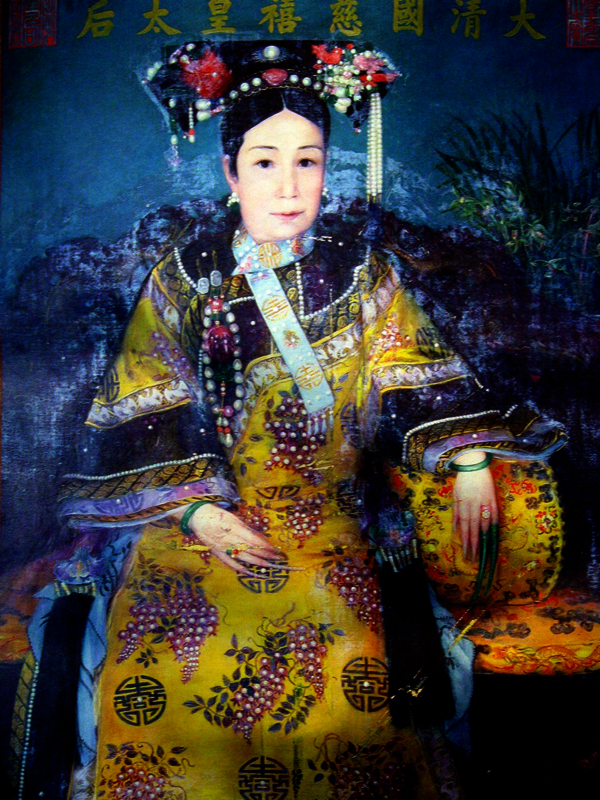
Impératrice Mandchoue (toungouse) Cixi en costume comportant grappes de raisin et shou.
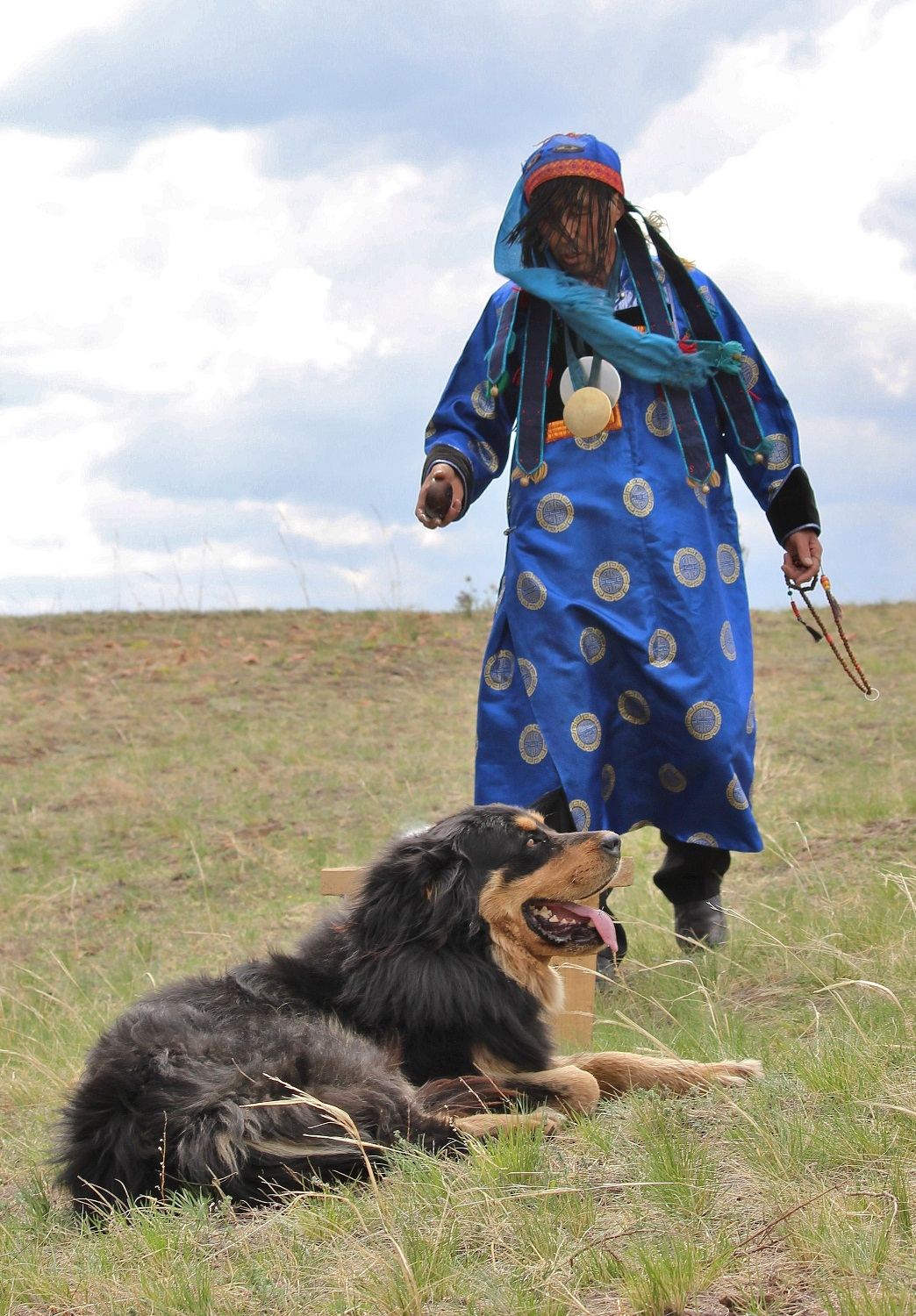
Shaman bouriate dont la tunique comporte des shou ronds.
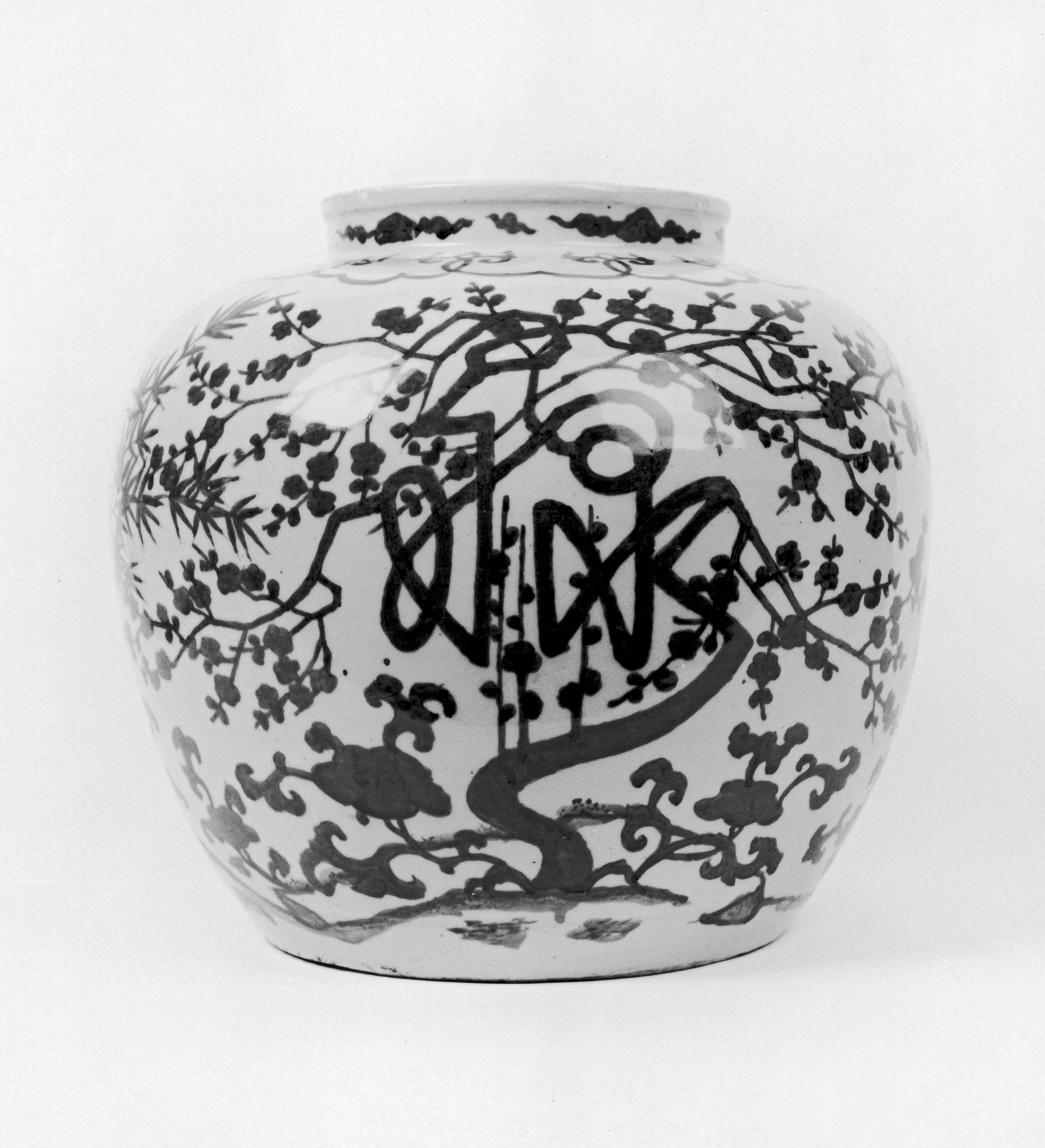
Jarre à vin comportant un arbre en forme de caractère shou.
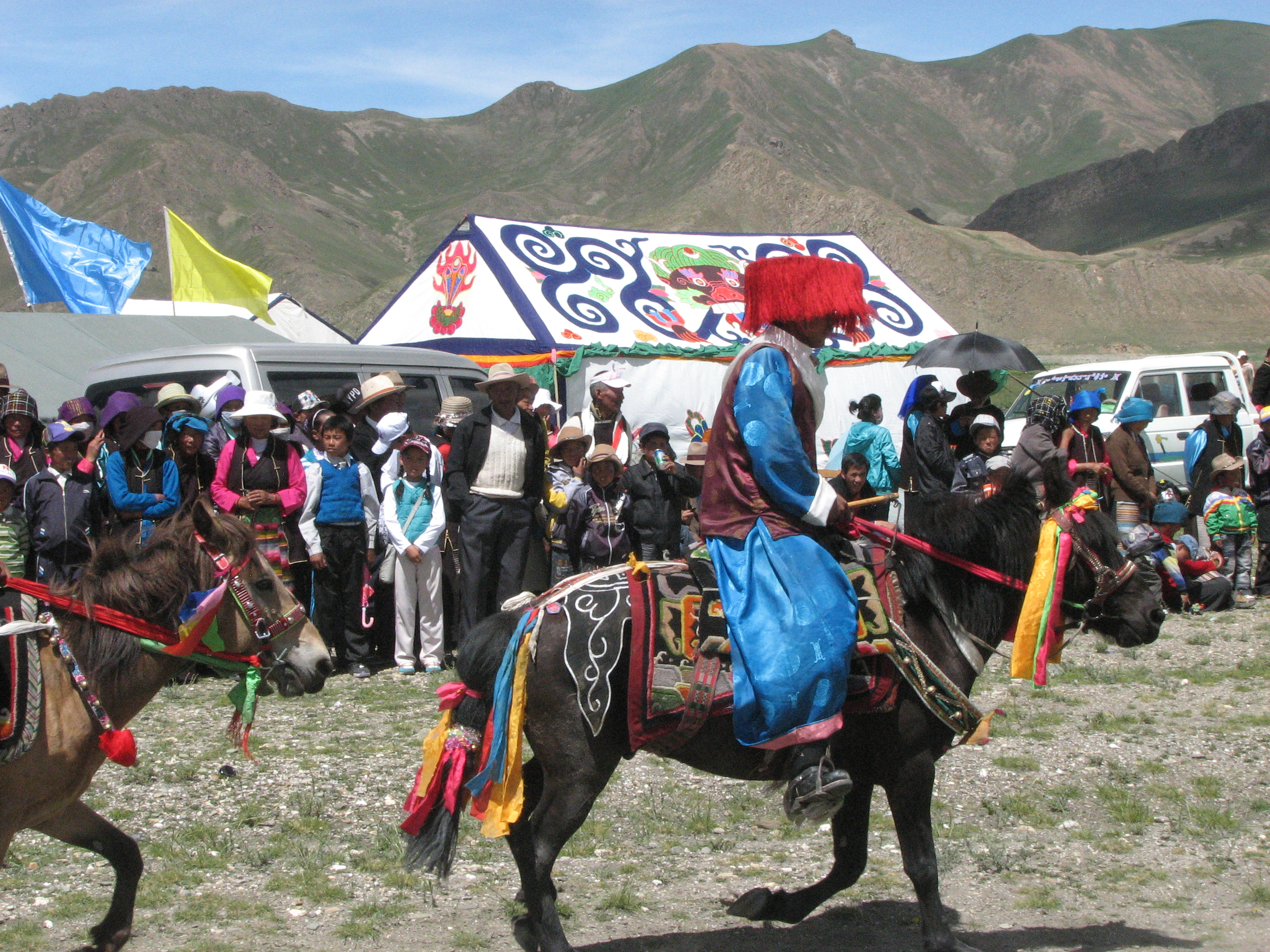
Utilisation sur un vêtement tibétain, lors d'une course de chevaux.
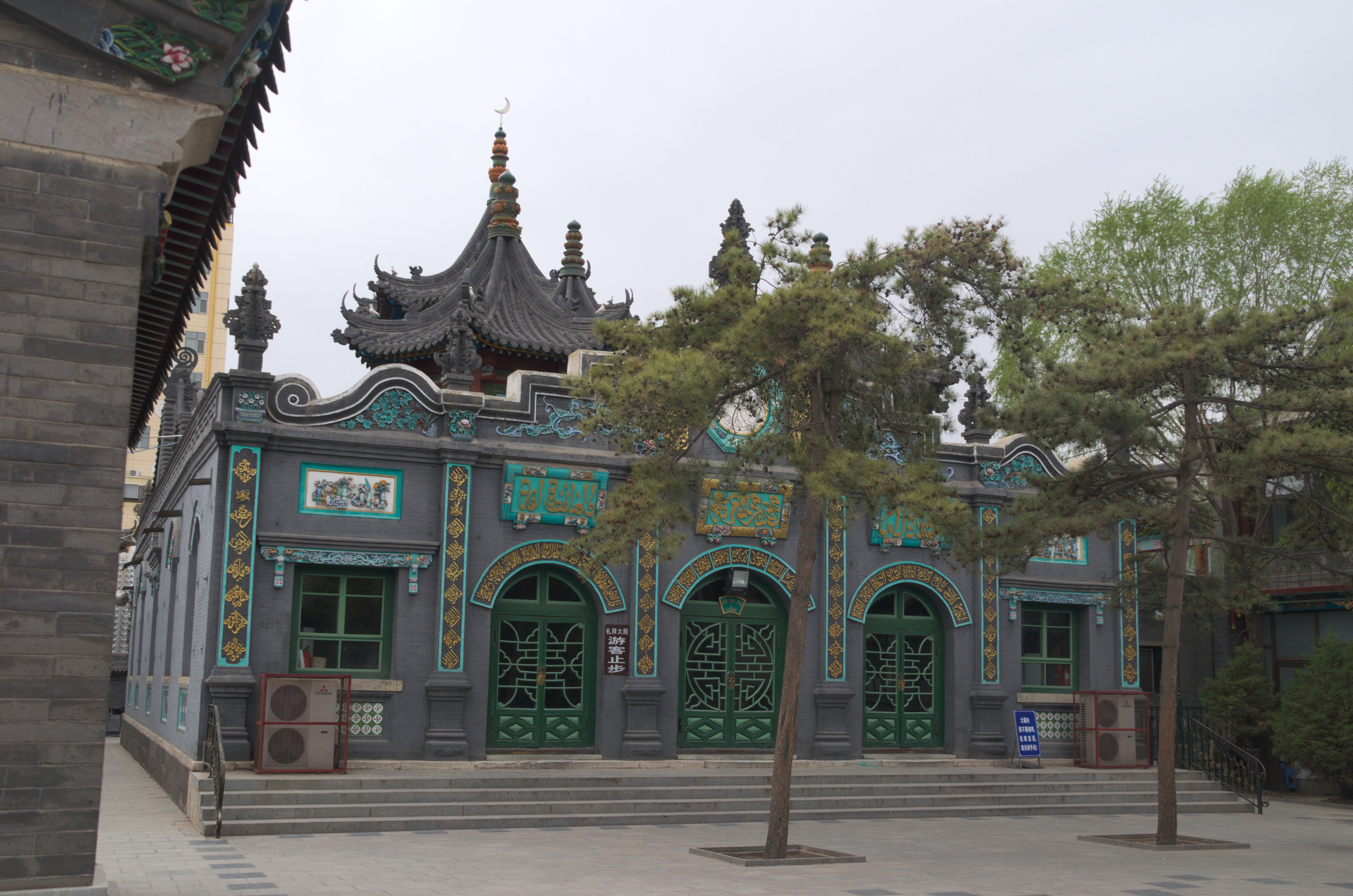
Caractère shou sous ses deux formes sur les portes de la Grande mosquée de Hohhot, en Mongolie-Intérieure.
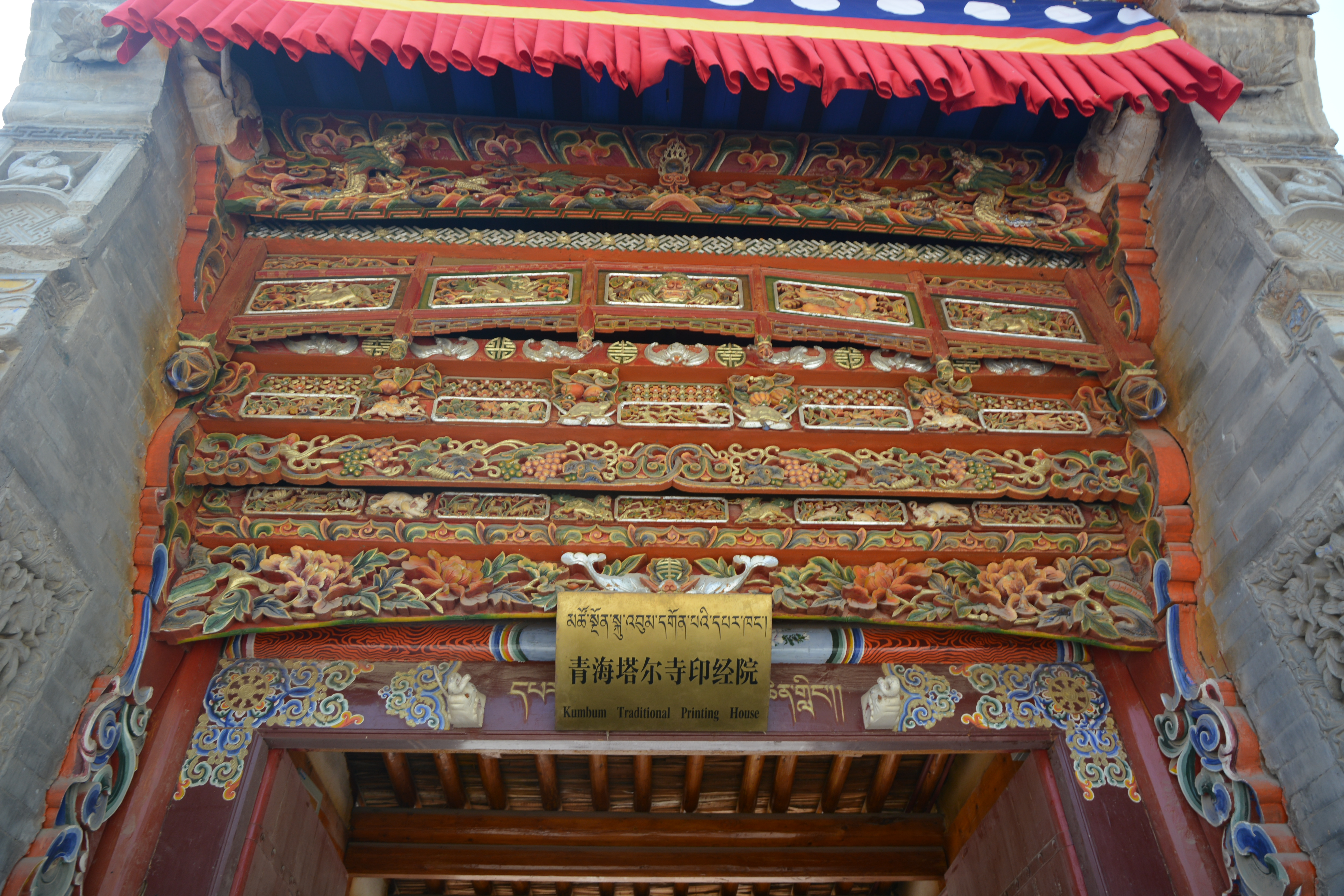
Diverses représentations sur la façade d'un des bâtiments gelugpa du monastère de Kumbum
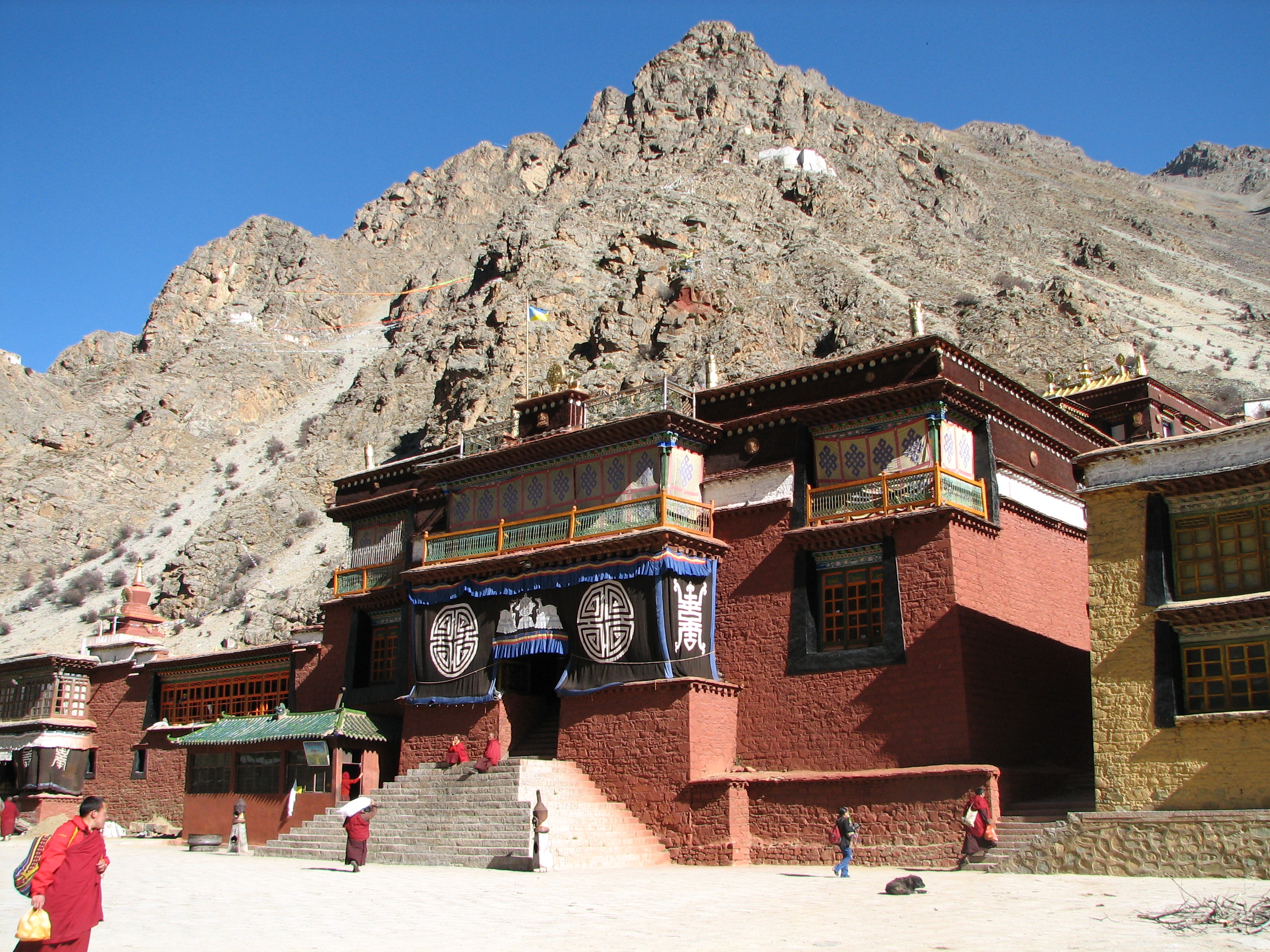
Sur le monastère kagyupa de Tsourphou, près de Lhassa.
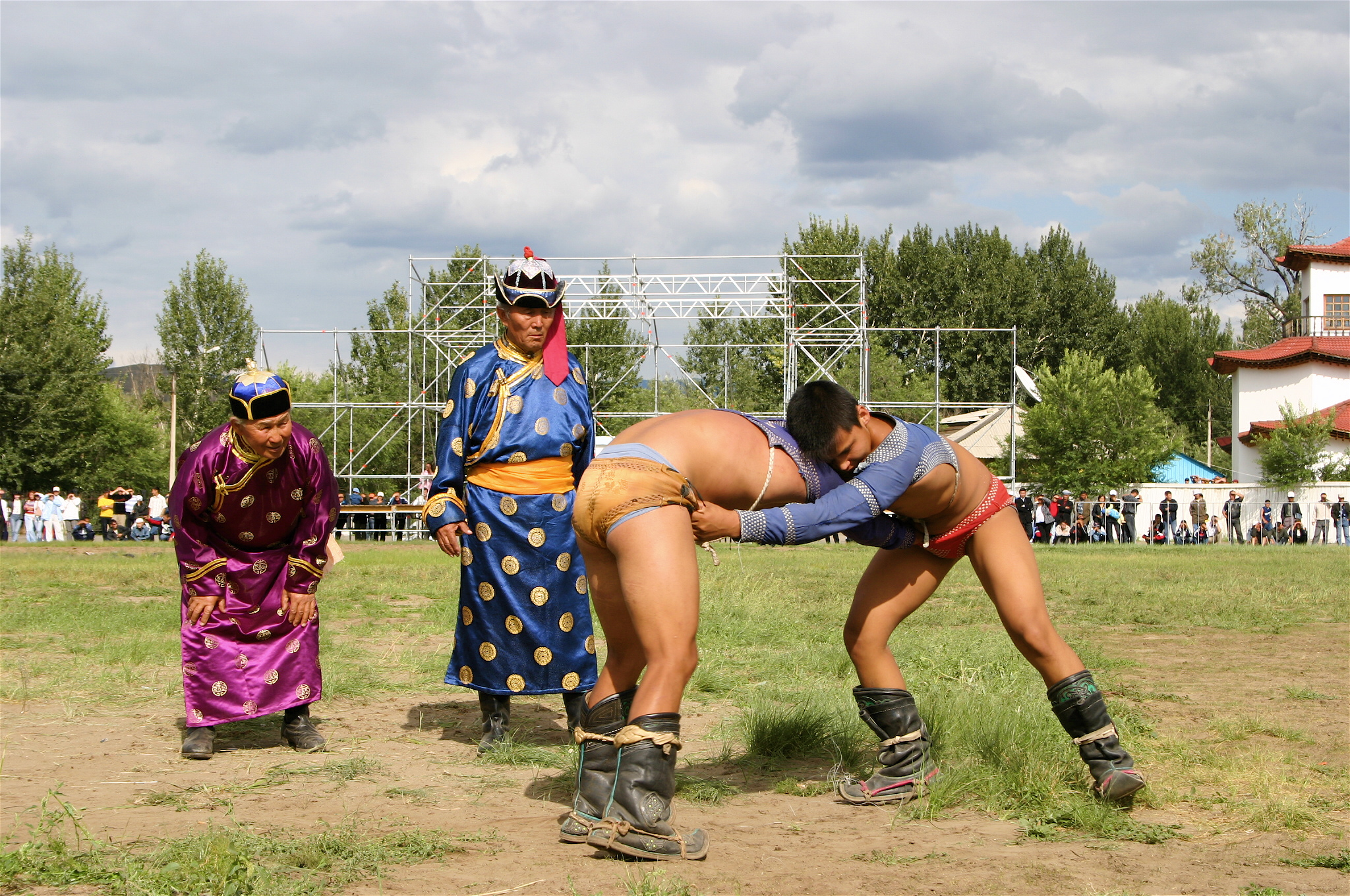
Caractères shou ronds, sur les vêtements des arbitres de lutte mongole à Touva
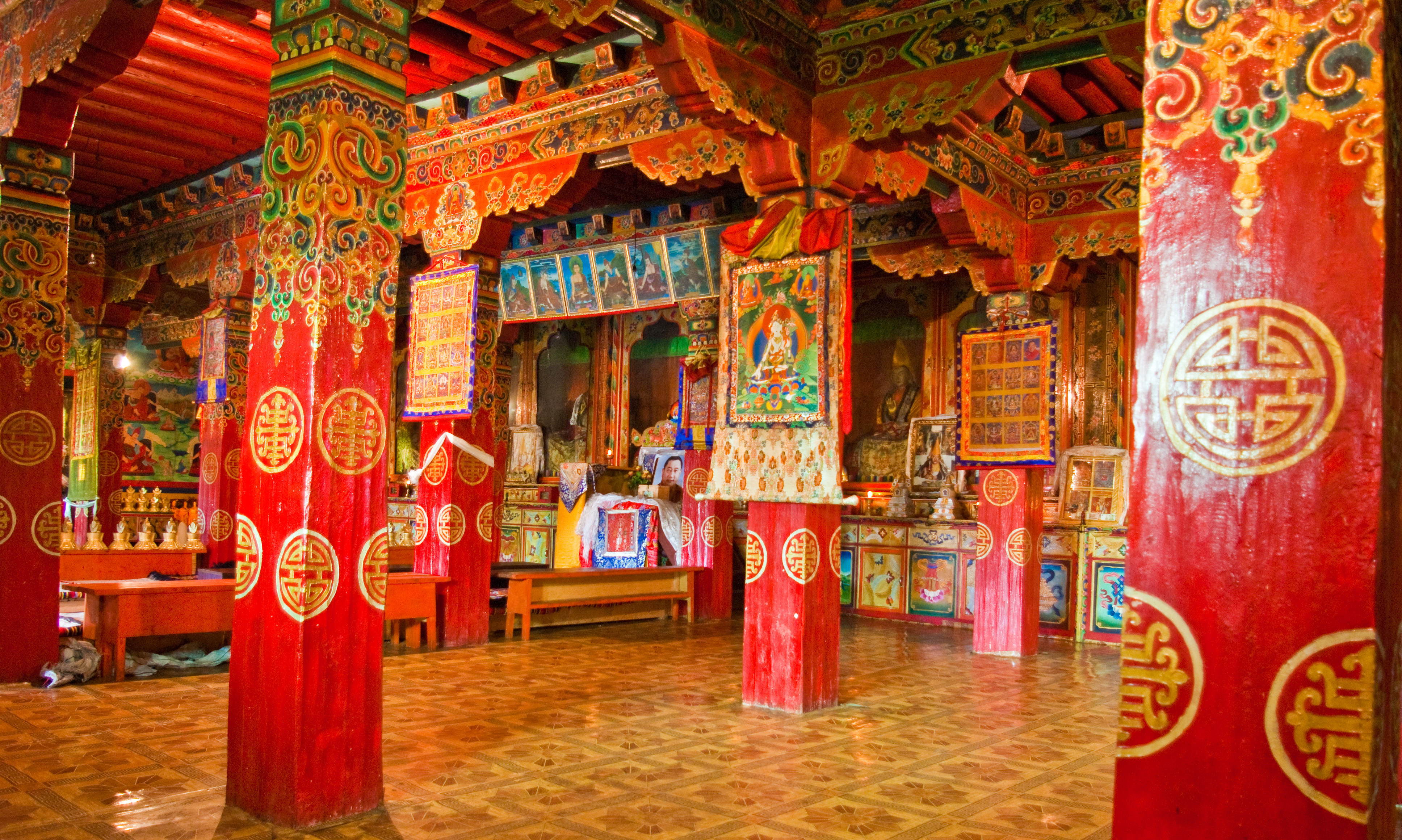
Sur les piliers du monastère Zhargye nyenri à Litang